# Cyathea demissa
Cyathea demissa là một loài thực vật có mạch trong họ Cyatheaceae. Loài này được (C.V. Morton) A.R. Sm. ex Lellinger mô tả khoa học đầu tiên năm 1987.